# Anne van Olst
Anne van Olst (n. 25 martie 1962, Aalborg, Danemarca) este o sportivă ce a reprezentat Danemarca, medaliată olimpică. A participat la 4 ediții ale Jocurilor Olimpice (1988, 1992, 2008, 2012) în care a câștigat o medalie de bronz.